# Choeradodis rhombicollis
Choeradodis rhombicollis är en bönsyrseart som beskrevs av Pierre André Latreille 1833. Choeradodis rhombicollis ingår i släktet Choeradodis och familjen Mantidae. Inga underarter finns listade i Catalogue of Life.